# Litoszféra

A Föld öves felépítése

A litoszféra a Föld külső, a kéregből és a felső földköpeny merev szilárd részéből álló  kőzetburok, amely a köpeny asztenoszféra nevű képlékeny részén úszik. A litoszféra szokásos vastagsága 70–150 km: az óceánok alatt vékonyabb, a kontinensek alatt vastagabb. A litoszféra nem egységes héj, hanem több, különböző méretű kőzetlemezből áll. Ezek mozgásának természetével és okaival foglalkozik a lemeztektonika.
Az úgynevezett konvekciós cellákban felemelkedik a köpeny anyaga, és a litoszféra alján elterülve szétnyomja egymástól a litoszféralemezeket. Az ezek között felnyíló résben, az óceánközépi hátságok mintegy 75–80 ezer km hosszú, összefüggő vonulatán alakul ki a megszilárdult magmából az új óceáni kéreg, a régi pedig betolódik a kontinensek (vagy más óceáni lemezek) alá: ez a folyamat a szubdukció. Két, egymásnak torlódó kontinentális lemez ütközése és a köztük rekedt anyag feltorlódása a kollízió.
A litoszféralemezek között megkülönböztetjük az:
- óceáni és a
- kontinentális

típusúakat.
Az óceáni litoszféra rendszerint 50–100 km vastag, de az óceánközépi hátságok alatt nem vastagabb a földkéregnél. A kontinentális litoszféralemez kb. 150 km vastag, amiből mintegy 50 km a földkéreg, 100 a földköpeny felső része. Az óceáni litoszféralemez rendszerint sűrűbb, mint a kontinentális, mert mafikus, illetve ultramafikus kőzetekből áll.
A litoszféralemezeket a köpenyáramlások mozgatják. Egymáshoz ütközve gyakorta felmorzsolódnak, szemben a jóval képlékenyebb asztenoszférával, ami plasztikusan deformálódik.

## Kőzetlemezek

Kőzetlemezek

Jelenleg hét nagy és több kisebb litoszféralemez mozog különböző irányokban és sebességgel a Föld felszínén.
A hét nagy lemez:
- az Észak-amerikai,
- a Csendes-óceáni (Pacifikus),
- az Eurázsiai,
- az Ausztrál–Indiai,
- a Dél-amerikai,
- az Afrikai és
- az Antarktiszi.

A kisebb lemezek közül a jelentősebbek:
- a Kókusz (Cocos, a Dél-amerikai, az Észak-amerikai és a Pacifikus között),
- a Karibi (a Dél-amerikai és az Észak-amerikai között),
- a Juan de Fuca (az Észak-amerikai és a Pacifikus között),
- a Fülöp (a Pacifikus és az Eurázsiai között),
- a Nazca (a Dél-amerikai és a Pacifikus között),
- a Scotia (a Dél-amerikai és az Antarktiszi között),
- az Arábiai (az Afrikai, az Indiai és az Eurázsiai között),
- az Indiai (az Afrikai, az Arab, az Ausztrál és az Eurázsiai között).